# Ceggia
Ceggia é uma comuna italiana da região do Vêneto, província de Veneza, com cerca de 5.094 habitantes. Estende-se por uma área de 21 km², tendo uma densidade populacional de 243 hab/km². Faz fronteira com Cessalto (TV), San Donà di Piave, Torre di Mosto.

## Demografia
| Variação demográfica do município entre 1861 e 2011                               |
|                                                                                   |
| Fonte: Istituto Nazionale di Statistica (ISTAT) - Elaboração gráfica da Wikipedia |